# Czech Open 2021
Die Czech Open 2021 im Badminton fanden vom 21. bis zum 24. Oktober 2021 in Brno statt.

## Sieger und Platzierte
| Disziplin    | Gold                                | Silber                                               | Bronze                                    |
| ------------ | ----------------------------------- | ---------------------------------------------------- | ----------------------------------------- |
| Herreneinzel | Jan Louda                           | Ng Tze Yong                                          | Jason Teh Jia Heng                        |
| Herreneinzel | Jan Louda                           | Ng Tze Yong                                          | Siril Verma                               |
| Dameneinzel  | Putri Kusuma Wardani                | Siti Nurshuhaini                                     | Rachel Chan                               |
| Dameneinzel  | Putri Kusuma Wardani                | Siti Nurshuhaini                                     | Ananya Praveen                            |
| Herrendoppel | Terry Hee Loh Kean Hean             | Man Wei Chong Tee Kai Wun                            | Egor Kholkin Alexandr Zinchenko           |
| Herrendoppel | Terry Hee Loh Kean Hean             | Man Wei Chong Tee Kai Wun                            | Chia Wei Jie Low Hang Yee                 |
| Damendoppel  | Anna Cheong Ching Yik Teoh Mei Xing | Febby Valencia Dwijayanti Gani Jesita Putri Miantoro | Anastasiia Boiarun Alena Iakovleva        |
| Damendoppel  | Anna Cheong Ching Yik Teoh Mei Xing | Febby Valencia Dwijayanti Gani Jesita Putri Miantoro | Go Pei Kee Yap Ling                       |
| Mixed        | Terry Hee Tan Wei Han               | Lev Barinov Anastasiia Boiarun                       | Sachin Dias Kavindi Ishandika Sirimannage |
| Mixed        | Terry Hee Tan Wei Han               | Lev Barinov Anastasiia Boiarun                       | Lim Tze Jian Wong Kha Yan                 |